# Frédéric Bertocchini
 (décembre 2022).
Frédéric Bertocchini est journaliste, écrivain, essayiste et scénariste français, né le 2 octobre 1973 à Ajaccio.

## Biographie
Après un cursus d'histoire (grecque ancienne) Frédéric Bertocchini signe des articles scientifiques dans des magazines spécialisés. Il participe au Dictionnaire d'Alexandre Le Grand chez Robert Laffont et est l'auteur d'Athènes et le désastre de l'expédition de Sicile -415 -413. Il est aussi l'auteur d'ouvrages d'entretiens politiques avec des personnalités corses, notamment avec Edmond Simeoni, Jean-Guy Talamoni et Laurent Marcangeli.
Il est également scénariste de bande dessinée. Avec Éric Rückstühl, il publie une série de six tomes sur Pasquale Paoli et participe au lancement du magazine Cargo Zone, dirigé par Al Coutelis. Ses textes sont illustrés par Victor de la Fuente. Toujours avec Éric Rückstühl, Frédéric Bertocchini signe ensuite en deux tomes Le Bagne de la Honte (2011-2012) et participe à cinq reprises au collectif suisse BD Force, avec Marko. 
En 2010, il publie avec le dessinateur Jef, un roman graphique en noir et blanc intitulé Jim Morrison, Poète du Chaos chez Emmanuel Proust éditions, publié en sept langues. En 2012, il réalise des adaptations littéraires en BD avec Le Horla de Guy de Maupassant (dessins d'Eric Puech) et Kirsten, une adaptation de La Petite fille aux allumettes d'Hans Christian Andersen, (dessins de Marko et Sandro Masin). 
Toujours en 2012 paraît le premier volume d'une série policière nommée Libera Me, avec Miceal O'Griafa et Michel Espinosa ; un diptyque avec Thierry Diette, La Cordillère des Âmes, et un one shot avec Sandro Masin, sur Colomba de Prosper Mérimée. Il poursuit également la narration historique consacrée à la Corse, avec Sampiero Corso, aux côtés d'Éric Rückstühl.
En 2014, il termine la série consacrée à Sampiero Corso, en publiant Vannina d'Ornano. Cinquante planches sont publiées dans Corse Matin. Il signe également un ouvrage consacré aux poilus de la Première Guerre mondiale, Aiò Zitelli !, pour le Musée de la Corse, avec Marko et Iñaki Holgado. L'album est également publié en langue espagnole. Enfin, il lance, toujours en 2014, un diptyque intitulé Aleria 1975, relatant les événements d'Aléria. Dans la même veine, il publie en 2019 et 2020 une série BD consacrée à Edmond Simeoni. 
En 2015 et 2016 paraissent d'autres adaptations littéraires, comme Les Frères corses d'Alexandre Dumas, en deux volumes avec Éric Rückstühl et Mateo Falcone avec Sandro Masin aux dessins. Puis, Frédéric Bertocchini lance une collection de livres illustrés, L'Histoire racontée aux enfants chez Clémentine. Cette même année, il publie son premier roman graphique fantastique, Refrigerium.
Il s'ouvre en 2019 au cinéma en cosignant le scénario du court métrage Aiò Zitelli, avec Jean-Philippe Ricci, Antonu-Maria Mela et Jean-Toussaint Bernard dans les rôles principaux, inspiré de la bande dessinée du même nom (réalisé par Jean-Marc Antonini, C4 Prod).
En 2022, il publie deux nouveaux albums aux éditions Tartamudo, 1972, des Ombres sur la glace avec Thierry Diette et Janis Joplin, Pearl, avec Eric Puech.
Tout en poursuivant ses séries BD et illustrées en cours, en 2025, Frédéric Bertocchini publie deux one shots, Jim Morrison aux éditions Des ronds dans l'O et La Prophétie de Molène, aux éditions Kalopsia.
Frédéric Bertocchini est également le fondateur du Festival International de la Bande Dessinée d'Ajaccio, qu'il a présidé de 2002 à 2011. Il est désormais président d'honneur.

## Filmographie (scénariste)

### Cinéma
- Aiò Zitelli, court-métrage (21 minutes), coécrit avec Jean-Marc Antonini, réalisé par Jean-Marc-Antonini. Avec Jean-Philippe Ricci, Jean-Toussaint Bernard, Antonu-Maria Mela, François-David Cardonnel, Thomas Silberstein, Guillaume Monfraix, Paul de Montfort, C4 Productions, 2019.

## Ouvrages et essais politiques
- Laurent Marcangeli, Itinéraire d'un enfant d'Ajaccio, Entretiens avec Frédéric Bertocchini, Collection Pulitica, éditions Clémentine, Porto-Vecchio, 2019 (réédition augmentée en format poche, juillet 2024)
- Jean-Guy Talamoni, Le Sens d'un engagement, Entretiens avec Frédéric Bertocchini, Collection Pulitica, éditions Clémentine, Porto-Vecchio, 2020
- Edmond Simeoni, La liberté seule guide nos pas, Entretiens avec Frédéric Bertocchini, Collection Pulitica, éditions Clémentine, Porto-Vecchio, 2021

## Ouvrages historiques ou divers
- À l'Ours ! la Grande Histoire de l'A.C.A, imprimerie bastiaise, 2000
- Cahiers du Labiana[22], ouvrage universitaire sur l'antiquité gréco-romaine, collectif, Phénix éditions, Corte, 2002
- Dictionnaire d'Alexandre le Grand, (collectif, sous la direction d'Olivier Battistini et de Pascal Charvet), collection Bouquins, éditions Robert Laffont, 2004
- Un Seculu in Rossu è Biancu, éditions Albiana, collection Bibliothèque du Sport, 2010
- Paoli Pasquale, avec Jean-Christophe Attard (photos), collection Mémoires corses, éditions DCL, 2010
- Ajaccio, au fil du temps, collection Mémoires corses, éditions DCL, 2010
- Bastia, au fil du temps, collection Mémoires corses, éditions DCL, 2011
- Corse, les 360 communes, avec Lisa D'Orazio, éditions Delattre, 2012
- Tarra d'accolta, 35 auteurs insulaires contre le racisme et la xénophobie, collectif, éditions A Fior di Carta, 2015[23]
- Athènes et le désastre de l'expédition de Sicile, -415 / -413, essai historique, éditions Clémentine, 2018
- Instinct nomade, Jim Morrison : a very hard trip, collectif, éditions Germes de barbaries, 2019
- Dico insolent et insolite de la Corse, éditions Clémentine, 2021
- Ajaccio, à travers l'histoire de ses murs, avec Jean-Noël Casanova (photographies), éditions Clémentine, 2024

## Bandes dessinées et livres illustrés (scénariste)

### One shot
- Physio, collectif, avec Marko (dessins) et Laureg (couleurs), Éditions BD Force, (langue française, italienne, espagnole, anglaise et allemande), 2009
- Petru Santu, Et Dieu créa la Corse, avec Frédéric Federzoni (dessins) et Bruno Pradelle (couleurs), Éditions Corsica Comix, 2010
- Histoires corses[25], collectif, Éditions DCL, collection « Grands récits », 2011
- PréJugés, Histoires de l'antisémitisme à travers les âges, collectif, avec Marko (dessins et couleurs), Éditions BD Force, à l'occasion du 20e anniversaire de la CICAD, Genève, 2011
- Astrocorse, avec Nathalie Massei, Frédéric Federzoni (dessins) et Bruno Pradelle (couleurs), Éditions DCL, collection « Humour », 2011
- Le Horla, d'après Guy de Maupassant, avec Éric Puech (dessins et couleurs), Éditions du Quinquet, collection « Carnet de bal », 2012
- Kirsten, d'après Andersen, avec Marko (story board), Sandro Masin (dessins) et Nuria Sayago (couleurs), Éditions du Quinquet, collection « Carnet de bal », 2012
- Colomba, d'après Prosper Mérimée, avec Sandro Masin (dessins), et Pascal Nino (couleurs), Éditions DCL, Collection « Grands personnages », 2012
- Le Canon graphique, D'Orgueil et préjugés aux Fleurs du mal (XIXe siècle) (tome 2), sous la direction de Russ Kick, avec Eric Puech et collectif, Éditions Télémaque, 2013
- Linije fronta, collectif, avec Igor Krstic (dessins), Éditions System Comics, traduction Institut français de Serbie, Serbie, 2015
- Mateo Falcone, d'après Prosper Mérimée, avec Sandro Masin (dessins), et Pascal Nino (couleurs), Éditions DCL, Collection « Grands personnages », 2016
- Mérimée L'Intégrale, Colomba et Mateo Falcone d'après Prosper Mérimée dans un coffret, avec Sandro Masin (dessins), et Pascal Nino (couleurs), Éditions DCL, Collection « Grands personnages », juin 2017
- Gallochju, bandit d'honneur[26], avec Eric Rückstühl (dessins), et Pascal Nino (couleurs), Éditions DCL, collection « Western figatelli », 2017
- L'Ombre d'antan, collectif, avec Igor Krstic (dessins), Éditions Inukshuk, 2018
- Le Horla (réédition), d'après Guy de Maupassant, avec Éric Puech (dessins et couleurs), Éditions Tartamudo, collection « Tebeos », 2022
- Janis Joplin, Pearl, avec Éric Puech (dessins et couleurs), collection « Tebeos », Éditions Tartamudo, 2023
- La Prophétie de Molène, avec Michel Espinosa (dessins), Éditions Kalopsia, 2025 (à paraître)
- Jim Morrison, avec Jef (dessins et couleurs), Éditions Des ronds dans l'O, 2025 (à paraître)

### Romans graphiques
- Jim Morrison, Poète du Chaos, avec Jef (dessins et couleurs)

- Refrigerium, avec Éric Rückstühl (dessins et couleurs), one shot, 80 pages, éditions Clémentine, 2018
- 1972, Des ombres sur la glace, avec Thierry Diette (dessins) et Pascal Nino (couleurs), one shot, 112 pages, collection « Tebeos », Éditions Tartamudo, 2022

## Bandes dessinées adaptées en œuvres musicales et spectacles
- Kirsten, La Petite fille aux allumettes, dessins et montage vidéo de Sandro, musique originale de Marine Thibault, 2017

## Prix cinéma (coscénariste)
- Meilleur film de guerre et court métrage du mois, au South Film and Arts Academy Festival (Chili), prix mensuel, pour le film Aiò Zitelli, 2019[27]
- Meilleur film international au Grove film festival du New Jersey (États-Unis), pour le film Aiò Zitelli, 2019[28]
- Vittorio De Sica Award - prix Narrative Short (international) au Blow-Up de Chicago au USA, pour le film Aiò Zitelli, 2019[29]
- Meilleur film international (catégorie court métrage) au Buenos Aires International Film Festival (Argentine), pour le film Aiò Zitelli, 2020[30][Information douteuse]
- Meilleur film international (catégorie court métrage) au Vienna Film Awards[Lequel ?] (Autriche), pour le film Aiò Zitelli, 2020[réf. nécessaire]
- Prix "Hors les murs", Arte Mare (Bastia), pour le film Aiò Zitelli, 2019[31][réf. nécessaire]
- Finaliste des Hollywood International Moving Pictures Film Festival, Los Angeles (États-Unis), pour le film Aiò Zitelli, 2020[réf. nécessaire]
- Prix "meilleure lumière" au Moscow Shorts International film festival (Russie), pour le film Aiò Zitelli, 2020[réf. nécessaire]
- Inscrit au prix du court métrage international au Leonardo da Vinci Film Society, Milan (Italie), pour le film Aiò Zitelli, 2019[réf. nécessaire]

## Prix, nominations BD
- Prix Méditerranée de la Collectivité Territoriale de Corse au Festival BD d'Ajaccio pour la BD Pasquale Paoli, avec Éric Rückstühl et Jocelyne Charrence, 2007
- Médaille de la ville d'Ajaccio, 2010
- Coup de Cœur Fnac, pour les albums Jim Morrison, Poète du Chaos (2010), Le Horla (2012), Sampiero Corso (2013) et Guide de la Corse en bandes dessinées (2019)
- Sélection officielle Parcours de la FNAC, pour le Festival International de la bande dessinée d'Angoulême, pour la BD Jim Morrison, Poète du Chaos, avec Jef, 2011
- Nommé au Festival Bulles Zik de Paris pour la BD, Jim Morrison, Poète du Chaos, avec Jef, 2011
- Grand Prix de la Ville d'Ajaccio, remis par le député-maire Simon Renucci, pour la série Le Bagne de la Honte, avec Éric Rückstühl et Rémy Langlois, 2011
- Prix d'Ajaccio, pour Colomba, avec Sandro et Pascal Nino, 2012
- Nommé parmi les dix "meilleurs albums de l'année", aux Bulles de Marseille, pour Jim Morrison, Poète du Chaos, avec Jef, 2013
- Prix Public de la 8e biennale du festival BD de Longvic 2013, pour Sampiero Corso, avec Éric Rückstühl et Rémy Langlois, 2013
- Prix du Public du festival BD d'Ajaccio, pour Aiò Zitelli !, avec Marko, Iñaki Holgado et Nuria Sayago, 2014
- Quatrième meilleur album de l'année 2014 au "Festi'BD en Bourgogne" de Saint-Rémy pour la BD, Sampiero Corso 2, Vannina d'Ornano, avec Éric Rückstühl, 2015
- Prix Spécial de la Ville d'Ajaccio, remis par le maire Laurent Marcangeli, pour L'Histoire de la Corse racontée aux enfants, avec Michel Espinosa et Lisa d'Orazio, 2017